# Йератическа писменост
Йератическата писменост („Свещена писменост“ от гръцкото хиератикос, жречески, свещен) се нарича опростената писменост, произлязла от йероглифите.
Йератическата писменост е втората степен на опростяване на йероглифите. Първият етап е използването на линейни йероглифи, които са опростени варианти на йероглифите, но които запазват техните описателни стойности. Йератическите знаци не представляват предметите, които описват, а само знаци, наподобяващи азбучните и представляват силно схематизирани йероглифи. За разлика от йероглификата, която се използва най-вече при изписването на храмове и гробници, върху папирус, кожа, дърво, керамика и други подобни материали египтяните са писали единствено в йератика.

## Разни
- Код ISO 15924: Egyh